# Ahmed Saadawi
Ahmed Saadawi (n. 1973, Bagdad, Irak, arabă أحمد سعداوي  ) este un scriitor si cineast irakian. 

## Biografie
Saadawi lucrează ca realizator de documentare și autor în Bagdad. El este autorul a trei romane și al unui volum de poezie. El a primit mai multe premii literare și a fost selectat ,in 2010, la Hay Literaturfestival în Beirut pentru Beirut39, ca unul dintre cei mai buni 39 de scriitori arabi sub vârsta de 40 de ani.
Pentru romanul său Frankenstein din Bagdad, inspirat de romanul Frankenstein, Saadawi a primit în 2014 Premiul Internațional pentru beletristică arabă în valoare de 50.000 de dolari și care a garantat autorului o traducere a romanului său în engleză. Premiul i-a fost înmânat la Abu Dhabi International Book Fairi din Abu Dhabi. Traducerea a fost nominalizată în 2018 pentru Man International Booker Prize. 
Protagonistul romanului „Frankenstein din Bagdad” este Hadi al-Attag, un comerciant de antichități din Bagdad, care adună părți de cadavre ale victimelor atentatelor teroriste cu intentia de a le înmormânta. El construiește din ele un corp, care se trezește în mod neașteptat la viață și începe să se răzbune pe asasini.

## Opere
(Titlurile cărții apar aici, traduse în engleză) 
- Anniversary of Bad Songs. Poezie. 2000
- The Beautiful Country. Roman. 2004
- Indeed He Dreams or Plays or Dies. Roman. 2008
- Frankenstein in Baghdad. Roman. Al Kamel, 2013

### Traduceri în limba română
- Frankenstein în Bagdad, 2018, Editura Paralela 45, ISBN 978-973-47-2858-9